# 1983 w filmie
Wydarzenia filmowe w 1983 roku.

## Wydarzenia
- 7 maja – otwarcie nowego pałacu festiwalowego w Cannes

## Premiery

### Filmy polskie
| Data            | Tytuł filmu                         | Kraj   | Reżyseria                                              | Obsada                                                                                       |
| --------------- | ----------------------------------- | ------ | ------------------------------------------------------ | -------------------------------------------------------------------------------------------- |
| 10 stycznia     | Filip z konopi                      | Polska | Józef Gębski                                           | Jerzy Bończak, Kazimierz Brusikiewicz, Irena Byrska, Bożena Dykiel, Filip Gębski             |
| 17 stycznia     | Zasieki                             | Polska | A.J. Piotrowski                                        | Damian Damięcki, Andrzej Wojaczek, Olgierd Łukaszewicz, Janusz Bylczyński                    |
| 24 stycznia     | Limuzyna Daimler-Benz               | Polska | Filip Bajon                                            | Michał Bajor, Piotr Bajor, Maja Komorowska, Tadeusz Łomnicki, Janusz Gajos                   |
| 31 stycznia     | Danton                              | /      | Andrzej Wajda                                          | Gérard Depardieu, Wojciech Pszoniak, Anne Alvaro, Roland Blanche, Patrice Chéreau            |
| 14 lutego       | Punkty za pochodzenie               | Polska | Franciszek Trzeciak                                    | Michał Juszczakiewicz, Leonard Andrzejewski, Barbara Bargiełowska                            |
| 21 lutego       | Karate po polsku                    | Polska | Wojciech Wójcik                                        | Michał Anioł, Edward Żentara, Dorota Kamińska, Zbigniew Buczkowski, Jerzy Trela              |
| 28 lutego       | Wojna światów – następne stulecie   | Polska | Piotr Szulkin                                          | Roman Wilhelmi, Krystyna Janda, Mariusz Dmochowski, Jerzy Stuhr, Marek Walczewski            |
| 4 marca         | Czerwone węże                       | Polska | Wojciech Fiwek                                         | Agnieszka Wielgus, Magdalena Scholl, Adam Probosz, Alicja Jachiewicz                         |
| 14 marca        | Epitafium dla Barbary Radziwiłłówny | Polska | Janusz Majewski                                        | Anna Dymna, Jerzy Zelnik, Aleksandra Śląska, Krzysztof Kolberger, Zdzisław Kozień            |
| 15 marca        | Prawo jest prawem                   | Polska | Krzysztof Wojciechowski                                | Edward Narkiewicz, Tadeusz Hofmokol, Bogusława Bulska, Agnieszka Puchała                     |
| 18 marca        | Śpiewy po rosie                     | Polska | Władysław Ślesicki                                     | Krystyna Wachelko-Zaleska, Maciej Góraj, Sylwester Maciejewski, Joanna Kasperska             |
| 28 marca        | Austeria                            | Polska | Jerzy Kawalerowicz                                     | Franciszek Pieczka, Wojciech Pszoniak, Jan Szurmiej, Ewa Domańska                            |
| 11 kwietnia     | Wilczyca                            | Polska | Marek Piestrak                                         | Krzysztof Jasiński, Iwona Bielska, Stanisław Brejdygant, Olgierd Łukaszewicz                 |
| 18 kwietnia     | Krach Operacji Terror               | /      | Anatolij Bobrowski                                     | Krzysztof Chamiec, Siergiej Szakurow, Ilena Cypliakowa, Tomasz Zaliwski, Leonid Kuliagin     |
| 9 maja          | Słona róża                          | /      | Janusz Majewski                                        | Daniela Vackova, Jan Piechociński, Edward Rączkowski, Bogusz Bilewski                        |
| 16 maja         | Wielki Szu                          | Polska | Sylwester Chęciński                                    | Jan Nowicki, Andrzej Pieczyński, Dorota Pomykała, Leon Niemczyk, Karol Strasburger           |
| 27 czerwca      | Pełnia nad głowami                  | Polska | Andrzej Czekalski                                      | Franciszek Pieczka, Zygmunt Malawski, Kazimierz Witkiewicz, Marian Opania                    |
| 15 lipca        | Palace Hotel                        | Polska | Ewa Kruk                                               | Wojciech Pokora, Zdzisław Wardejn, Jerzy Bończak, Magdalena Cwenówna, Maciej Damięcki        |
| 22 sierpnia     | Okno                                | Polska | Wojciech Wójcik                                        | Tadeusz Huk, Iwona Bielska, Zofia Jaroszewska, Jerzy Bińczycki, Zofia Czerwińska             |
| 1 września      | Do góry nogami                      | Polska | Stanisław Jędryka                                      | Tomasz Domański, Tomek Elsner, Jurek Kocur, Sławomir Hajduk, Wojtek Pałka                    |
| 5 września      | Pensja pani Latter                  | Polska | Stanisław Różewicz                                     | Barbara Horawianka, Halina Łabonarska, Hanna Mikuć, Magdalena Wołłejko                       |
| 12 września     | Na odsiecz Wiedniowi                | /      | Lucyna Smolińska Mieczysław Sroka                      | Jerzy Bińczycki, Anna Dymna, Jerzy Kamas, Emil Karewicz, Gustaw Lutkiewicz                   |
| 12 września     | Nieciekawa historia                 | Polska | Wojciech Jerzy Has                                     | Gustaw Holoubek, Hanna Mikuć, Anna Milewska, Elwira Romańczuk, Janusz Gajos                  |
| 23 września     | Klejnot wolnego sumienia            | Polska | Grzegorz Królikiewicz                                  | Mieczysław Voit, Krzysztof Luft, Jerzy Prażmowski, Krystyna Kozanecka                        |
| 3 października  | Jeśli się odnajdziemy               | Polska | Roman Załuski                                          | Krzysztof Kolberger, Barbara Klimkiewicz, Anna Romantowska, Tadeusz Borowski                 |
| 17 października | Klakier                             | Polska | Janusz Kondratiuk                                      | Zuzanna Łozińska, Michał Bajor, Włodzimierz Boruński, Włodzimierz Musiał, Włodzimierz Preyss |
| 20 października | Rodzina Leśniewskich                | Polska | Janusz Łęski                                           | Krystyna Sienkiewicz, Krzysztof Kowalewski, Wanda Majerówna, Wojciech Siemion                |
| 24 października | Przeklęta ziemia                    | Polska | Ryszard Czekała                                        | Jan Jurewicz, Franciszek Muła, Paweł Paradowski, Zydorek-Probosz, Hanna Banaszak             |
| 14 listopada    | Prognoza pogody                     | Polska | Antoni Krauze                                          | Halina Buyno-Łoza, Zofia Cegiełkowa, Barbara Chojecka, Eugenia Horecka, Henryka Janikowska   |
| 21 listopada    | Odwet                               | Polska | Tomasz Zygadło                                         | Leon Niemczyk, Roman Wilhelmi, Elżbieta Czyżewska, Ewa Wiśniewska, Adam Ferency              |
| 28 listopada    | Ostrze na ostrze                    | Polska | Tadeusz Junak                                          | Tomasz Stockinger, Anna Dymna, Jerzy Karaszkiewicz, Gustaw Lutkiewicz                        |
| 12 grudnia      | Okolice spokojnego morza            | Polska | Zbigniew Kuźmiński                                     | Roman Wilhelmi, Małgorzata Niemirska, Teresa Budzisz-Krzyżanowska                            |
| 12 grudnia      | On, ona, oni                        | Polska | Włodzimierz Szpak Krzysztof Tchórzewski Andrzej Mellin | Agnieszka Mandat, Piotr Garlicki, Magda Teresa Wójcik, Teresa Sawicka, Maciej Góraj          |
| 26 grudnia      | Głowy pełne gwiazd                  | Polska | Janusz Kondratiuk                                      | Witold Goliński, Włodzimierz Preyss, Maria Baster, Ewa Szykulska, Danuta Rinn                |

### Filmy zagraniczne
- A statek płynie – reż. Federico Fellini
- Biznesmen i gwiazdy – reż. Bill Forsyth (Burt Lancaster, Jenny Seagrove)
- Błękitny Grom (Blue Thunder) – John Badham (Roy Scheider)
- Być albo nie być – reż. Alan Johnson (Mel Brooks, Anne Bancroft)
- Carmen – reż. Carlos Saura (Antonio Gades i Laura del Sol)
- Człowiek z blizną – reż. Brian De Palma (Al Pacino)
- Czułe słówka – reż. James L. Brooks (Shirley MacLaine, Jack Nicholson, Debra Winger)
- Danton – reż. Andrzej Wajda (Gérard Depardieu, Wojciech Pszoniak, Angela Winkler)
- Do utraty tchu (Breathless) – reż. Jim McBride (Richard Gere, Valérie Kaprisky)
- Gry wojenne – reż. John Badham (Matthew Broderick, Dabney Coleman, Ally Sheedy)
- Gwiezdne wojny: część VI – Powrót Jedi – reż. Richard Marquand (Mark Hamill)
- Król komedii – reż. Martin Scorsese (Robert De Niro, Jerry Lewis)
- Miłość w Niemczech – reż. Andrzej Wajda (Hanna Schygulla, Piotr Łysak, Daniel Olbrychski)
- Nieoczekiwana zmiana miejsc – reż. John Landis (Dan Aykroyd, Eddie Murphy)
- Nigdy nie mów nigdy – reż. Irvin Kershner (Sean Connery, Klaus Maria Brandauer, Max von Sydow)
- Nostalgia – reż. Andriej Tarkowski (Erland Josephson)
- Ośmiorniczka – reż. John Glen (Roger Moore, Maud Adams, Louis Jourdan)
- Park Gorkiego – reż. Michael Apted (William Hurt, Lee Marvin)
- Pod ostrzałem – reż. Roger Spottiswoode (Nick Nolte, Ed Harris, Gene Hackman)
- Reuben, Reuben – reż. Robert Ellis Miller (Tom Conti, Kelly McGillis)
- Rumble Fish – reż. Francis Ford Coppola (Matt Dillon, Mickey Rourke)
- Silkwood – reż. Mike Nichols (Meryl Streep, Kurt Russell, Cher)
- Star 80 – reż. Bob Fosse (Mariel Hemingway i Eric Roberts)
- Symfonia wiosenna – reż. Peter Schamoni (Nastassja Kinski, Herbert Grönemeyer, Rolf Hoppe)
- Śmiertelne lato – reż. Jean Becker (Isabelle Adjani)
- Święto przebiśniegu (Slavnosti sněženek) – reż. Jiří Menzel
- Wyrzutki – reż. Francis Ford Coppola (Matt Dillon, Ralph Macchio, Patrick Swayze, Rob Lowe)
- Yentl – reż. Barbra Streisand (Barbra Streisand, Mandy Patinkin, Amy Irving)
- Zelig – reż. Woody Allen (Woody Allen, Mia Farrow)
- Przełęcz – reż. Mukadas Machmudow, Abdusał Rachimow

## Nagrody filmowe

### Oscary
- Najlepszy film – Czułe słówka (Terms Of Endearment)
- Najlepszy aktor – Robert Duvall (Pod czułą kontrolą (Tender Mercies)
- Najlepsza aktorka – Shirley MacLaine (Czułe słówka)
- Wszystkie kategorie: Oskary w roku 1983

### Festiwal w Cannes
- Złota Palma: Shōhei Imamura – Ballada o Narayamie (Narayama bushiko)

### Festiwal w Berlinie
- Złoty Niedźwiedź:
  - Edward Bennett – Przewaga
  - Mario Camus – Ul

### Festiwal w Wenecji
- Złoty Lew: Jean-Luc Godard – Imię Carmen

## Urodzili się
- 2 stycznia – Kate Bosworth, amerykańska aktorka
- 21 lutego – Mélanie Laurent, francuska aktorka
- 23 marca – Karolina Borkowska, polska aktorka
- 5 maja – Henry Cavill, brytyjski aktor
- 12 maja – Alicja Bachleda-Curuś, polska piosenkarka i aktorka
- 12 maja – Domhnall Gleeson, irlandzki aktor
- 10 czerwca – Leelee Sobieski, amerykańska aktorka
- 1 lipca – Lynsey Bartilson, amerykańska aktorka
- 21 września – Maggie Grace, amerykańska aktorka
- 21 września – Joe Mazzello, amerykański aktor
- 22 października – Antoni Pawlicki, polski aktor
- 19 listopada – Adam Driver, amerykański aktor
- 24 listopada – Gwilym Lee, brytyjski aktor
- 28 grudnia – Maria Niklińska, polska aktorka i piosenkarka

## Zmarli
- 24 stycznia – George Cukor, amerykański reżyser (ur. 1899)
- 27 stycznia – Louis de Funès, francuski aktor komediowy (ur. 1914)
- 25 lutego – Tennessee Williams, amerykański pisarz (ur. 1911)
- 15 marca – Rebecca West, brytyjska aktorka (ur. 1892)
- 3 kwietnia – Aleksander Ścibor-Rylski, polski reżyser i scenarzysta filmowy (ur. 1928)
- 4 kwietnia – Gloria Swanson, aktorka (ur. 1899)
- 26 kwietnia – Bronisław Kaper, polski kompozytor, zdobywca Oscara (ur. 1902)
- 29 lipca – David Niven, brytyjski aktor (ur. 1910)
- 29 lipca – Luis Buñuel, hiszpański surrealistyczny reżyser (ur. 1900)
- 3 sierpnia – Carolyn Jones, amerykańska aktorka (ur. 1930)
- 19 sierpnia – Zofia Mrozowska, polska aktorka (ur. 1922)
- 5 grudnia – Robert Aldrich, amerykański reżyser (ur. 1918)
- 8 grudnia – Slim Pickens, amerykański aktor (ur. 1919)